# Хосе Рамос Дельґадо
Хосе Рамос Дельґадо (ісп. José Ramos Delgado; нар. 26 серпня 1935, Кільмес — пом. 3 грудня 2010, Вілла-Еліза) — аргентинський футболіст та тренер. Виступав на позиції захисника, зокрема, за клуби «Рівер Плейт» та «Сантус», а також національну збірну Аргентини.

## Клубна кар'єра

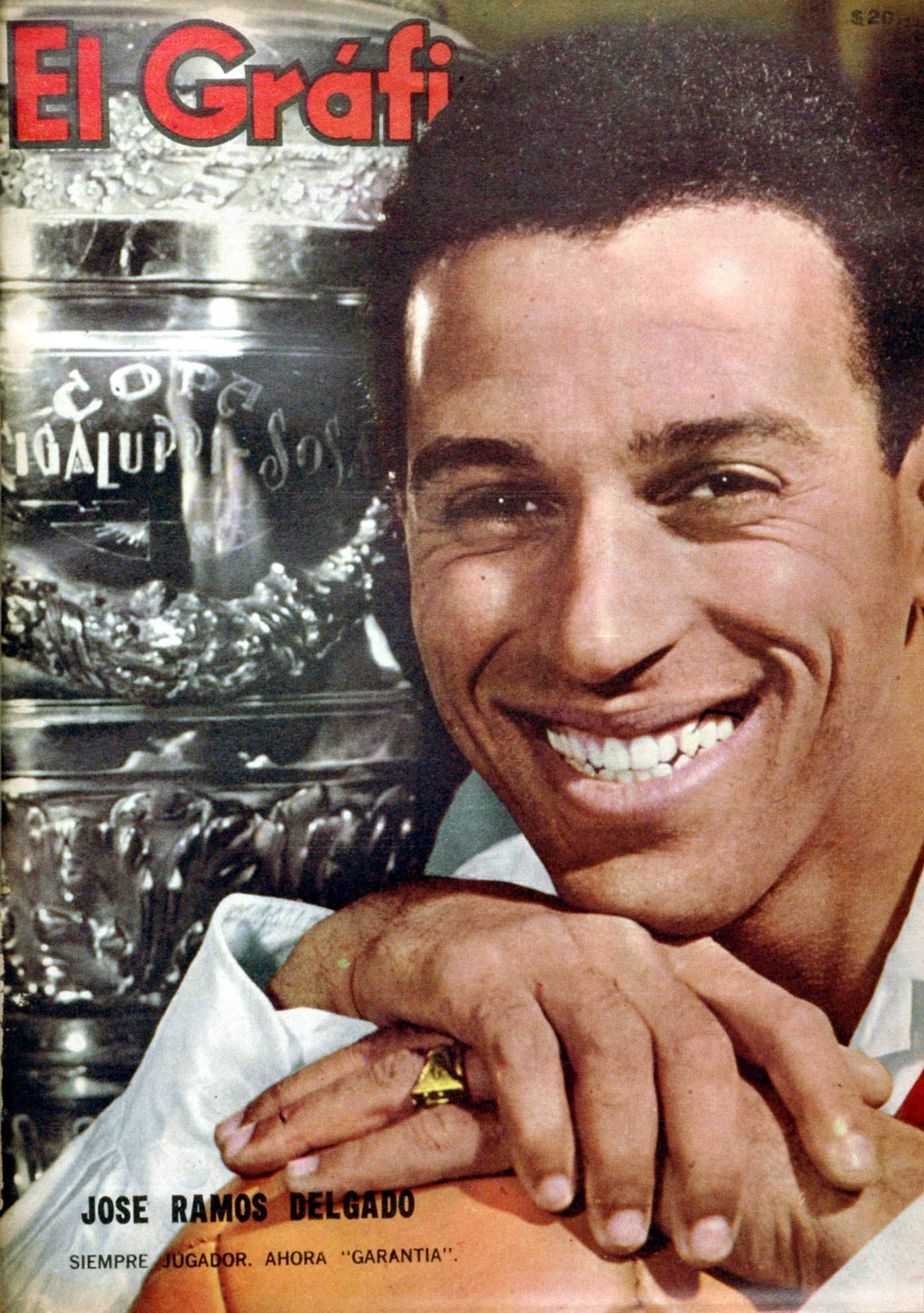
Хосе Рамос Дельґадо. 1964 рік

У дорослому футболі дебютував 1956 року виступами за команду «Ланус», в якій провів два сезони, взявши участь у 51 матчі чемпіонату. 
Своєю грою за цю команду привернув увагу представників тренерського штабу клубу «Рівер Плейт», до складу якого приєднався 1959 року. Відіграв за команду з Буенос-Айреса наступні шість сезонів своєї ігрової кар'єри. Більшість часу, проведеного у складі «Рівер Плейта», був основним гравцем захисту команди.
Протягом 1966—1967 років захищав кольори клубу «Банфілд».
1967 року уклав контракт з клубом «Сантус», у складі якого провів наступні шість років своєї кар'єри гравця. Виступаючи у складі «Сантуса» також здебільшого виходив на поле в основному складі команди.
Завершив ігрову кар'єру у команді «Портуґеза Сантіста», за яку виступав протягом 1973—1974 років.
Помер 3 грудня 2010 року, на 76-му році життя, у місті Вілла-Еліза від хвороби Альцгеймера.

## Виступи за збірну
1958 року дебютував в офіційних матчах у складі національної збірної Аргентини. Протягом кар'єри у національній команді, яка тривала 8 років, провів у її формі 25 матчів.
У складі збірної був учасником чемпіонату світу 1958 року у Швеції, чемпіонату світу 1962 року у Чилі.

## Тренерська кар'єра
Як тренер очолював аргентинські клуби «Кільмес», «Ледесма», «Белґрано», «Клайполе», «Депортиво Майпу», «Платенсе», «Олл Бойз», «Рівер Плейт», «Естудіантес де Ла-Плата», «Універсітаріо де Депортес», «Чако Фор Евер», «Тальерес», «Хімнасія та Есґріма» та перуанський «Універсітаріо де Депортес». Після цього працював у клубі «Сантос» (Бразилія), тренером молодіжної команди. 